# Love and Kisses (álbum)
Love and Kisses es el álbum debut internacional de la cantante de Australia Dannii Minogue. Fue lanzado por MCA Records.
Contiene una pista muy similar a la lista el álbum debut de Australia, Dannii, y se publicó con obras de arte diferente y más pistas. En noviembre de 1991, el álbum fue remezclado y reeditado en todo el mundo como Love and Kisses and....En agosto de 1991, el álbum fue certificado Oro en el Reino Unido, y su nueva publicación ha vendido más de 75 000 unidades. El álbum fue reeditado de nuevo en 2009 con grabaciones raras y remixes.

## Listado de temas
Nota: La edición de los EE. UU. del álbum muestra las mismas pistas que el estándar de edición de Reino Unido, con excepción de "Jump To The Beat" y "Baby Love", que se presentan en sus versiones mezcla única.
1. "Love and Kisses" (Dancin' Danny D 7" remix) (Alvin Moody) - 3:27
2. "$ucce$$" (Bruce Forest 7" remix) (Minogue, Moody) - 3:40
3. "So Hard to Forget" (Gale, Hairston) - 5:14
4. "Party Jam" (Edit) (Bell, Isles, Moody) - 3:35
5. "Attitude" (Moody) - 5:08
6. "Work" (Bell, Dukes, Isles, Moody) - 4:26
7. "Jump to the Beat" (Narada Michael Walden, Lisa Walden) - 4:04
8. "Call to Your Heart" (Edited version) (Arderley, Moody) - 5:32
9. "I Don't Wanna Take This Pain" (Original version) (Bell, Isles, Moody) - 4:43
10. "Love Traffic" (Kylie Minogue, Moody) - 5:59
11. "Baby Love" (Original version) (Stephen Bray, Kessler, Richards) - 4:41
12. "True Lovers" (Dancin' Danny D remix) (Bell, Moody) - 4:34

## Dannii
Dannii es el álbum debut en Australia de la cantante de dicho país Dannii Minogue. Fue publicado por Mushroom Records , en octubre de 1990 para el mercado australiano.
Listado de temas
1. "Party Jam" (Australian album version) (Vincent Bell, Isles, Alvin Moody)
2. "Call to Your Heart" (Australian album version) (Arderley, Moody)
3. "So Hard to Forget" (Gale, Hairston)
4. "Love and Kisses" (Original mix) (Moody)
5. "Work" (Bell, Dukes, Isles, Moody)
6. "Love Traffic" (Kylie Minogue, Moody)
7. "Success" (Original mix) (Minogue, Moody)
8. "I Don't Wanna Take This Pain" (Bel, Isles, Moody)
9. "Attitude" (Moody)
10. "True Lovers" (Original mix) (Bell, Moody)

## Party Jam
Party Jam es el re-titulado álbum debut de la cantante de Australia Dannii Minogue, lanzado por Alpha Records en abril de 1991 para el mercado japonés.
Listado de temas
1. "Party Jam" (Australian album version) (Bell/Isles/Moody)
2. "Call to Your Heart" (Australian album version) (Arderley/Moody)
3. "So Hard to Forget" (Gale/Hairston)
4. "Love and Kisses" (Dancin' Danny D 7" remix) (Alvin Moody)
5. "Work" (Bell/Dukes/Isles/Moody)
6. "Love Traffic" (Minogue/Moody)
7. "Success" (Original mix) (Minogue/Moody)
8. "I Don't Wanna Take This Pain" (Bell/Isles/Moody)
9. "Attitude" (Moody)
10. "True Lovers" (Bell/Moody)